# Walter Becker
Walter Becker (New York, 20 februari 1950 – aldaar, 3 september 2017) was een Amerikaanse muzikant, die bekend is geworden als gitarist en basgitarist bij Steely Dan.

## Biografie
Aanvankelijk was hij actief als songschrijver voor liedjes als I Mean to Shine van Barbra Streisand en was hij samen met Donald Fagen actief als muzikant in Jay and the Americans. Walter Becker startte, samen met Donald Fagen, de formatie Steely Dan aan het begin van de jaren zeventig. Na hits als Do It Again, Bodhisattva, Rikki Don't Lose That Number, Black Friday en Babylon Sisters ging Becker en Fagan in 1980 uitelkaar. In 1993 kwamen ze weer bij elkaar en in 2000 verscheen voor het eerst sinds 1980 weer een studioalbum. Daarnaast maakte Becker de soloalbums 11 Tracks of Whack (1994) en Circus Money (2008).
Becker overleed op 67-jarige leeftijd aan een uiterst agressieve vorm van slokdarmkanker.

## Discografie
- 11 Tracks of Whack (1994)
- Circus Money (2008)